# Daiširó Jošimura
Daiširó Jošimura (16. srpen 1947 – 1. listopad 2003) byl japonský fotbalista.

## Klubová kariéra
Hrával za Yanmar Diesel.

## Reprezentační kariéra
Daiširó Jošimura odehrál za japonský národní tým v letech 1970-1976 celkem 46 reprezentačních utkání.

## Statistiky
| Japonsko | Japonsko | Japonsko |
| Roky     | Záp.     | Góly     |
| -------- | -------- | -------- |
| 1970     | 4        | 1        |
| 1971     | 6        | 2        |
| 1972     | 8        | 1        |
| 1973     | 3        | 0        |
| 1974     | 7        | 2        |
| 1975     | 6        | 1        |
| 1976     | 12       | 0        |
| Celkem   | 46       | 7        |